# 日本文化私觀
《日本文化私觀》，是日本文學家坂口安吾在1942年（昭和17年）發表的隨筆，與《墮落論》並稱坂口安吾隨筆代表作。

## 概要
坂口安吾在《日本文化私觀》一文中，大力抨擊「民族性」以及「傳統」兩個概念。他稱自己對於日本古典文化知識一竅不通，只懂得酩酊大醉之樂，卻從來不認為自己不是日本人。坂口指出所謂的日本傳統和民族性明明與日本國民的個性背道而馳，卻必須背負在身上。傳統雖具有一定重要性，但是能創造傳統的卻是活著的人，因此傳統與民族性是符合自身需求的，並非遵守過往規則。
日本人，生性不愛記仇，而武士道卻強調復仇的概念，為不適合日本人的民族性，沒有必要繼續承受。
日本的文化人，如工程師和藝妓，過於「社交懶惰」，對於日本傳統文化與西方文化皆無全盤理解，又不從事學習，是一大弊端。
日人推崇以節儉為美德的「農村文化」，但坂口安吾認為這種文化的精神不過只是「不屈不撓的研究如何逃稅罷了」，是種偽善的文化，無法成為進步的動力，連富翁都要省一、兩塊停車錢，無法透過消費刺激經濟。
和服一直是日本人引以為傲的傳統服飾，坂口安吾卻認為沒有非穿不可的理由，說不定和服根本不適合日本人，穿在高大的西方人身上或許更威風；反之，或許以前從未體驗過的西方服飾，才符合日本人的需求。就算在習慣轉變的過程中看來萬分滑稽，遭受西方嘲笑，也不重要，他認為只要日人對於新事物的便利性感到心滿意足就夠了。
坂口安吾認為事物的實用性就是美感。就算京都的寺廟或奈良的佛寺全毀了，除了感到可惜外，不會有其他不便；但若是市區的電車因毀損而停駛，可就麻煩大了。坂口安吾還提到家鄉有一座木製古橋被拆除，換成鐵製的，起初非常惋惜，後來卻覺得理所當然，因為是有必要做的事。同理，就算有日本式老舊建築要被西式建築替代了，不用感到難過，因為日本人會因此獲得更加便利的生活。

## 外部連結
- 『日本文化私観』：新字新仮名 - 青空文庫（日語）